# Johan Axelsson
Johan Axel Eino Axelsson, född 10 oktober 1970 i Härlanda församling i Göteborgs och Bohus län, är en svensk militär.

## Biografi
Efter avlagd officersexamen blev Axelsson den 1 januari 1993 fänrik vid Lapplands jägarregemente, som han tillhörde under resten av 1990-talet. Han befordrades till löjtnant 1997 och tjänstgjorde i slutet av 1990-talet vid Arméns tekniska skola. Han har avlagt civilingenjörsexamen i rymdteknik vid Luleå tekniska universitet. Han befordrades till överste från och med den 1 januari 2019 och var ställföreträdande chef för avdelningen ”Ledung” i Produktionsledningen i Högkvarteret från den 1 januari 2019 och chef för Ledningsregementet tillika chef för Enköpings garnison från den 1 april 2020 till den 31 juli 2022. Axelsson befordrades till brigadgeneral den 1 augusti 2022 och är chef för verksamhetsområdet Test och evaluering vid Försvarets materielverk sedan den 1 september 2022.